# Аламеда-дель-Вальє
Аламеда-дель-Вальє (ісп. Alameda del Valle) — муніципалітет в Іспанії, у складі автономної спільноти Мадрид. Населення — 239 осіб (2010).
Муніципалітет розташований на відстані близько 60 км на північ від Мадрида.

## Демографія
Динаміка населення (INE ):

## Галерея зображень

Розташування муніципалітету у автономній спільноті Мадрид
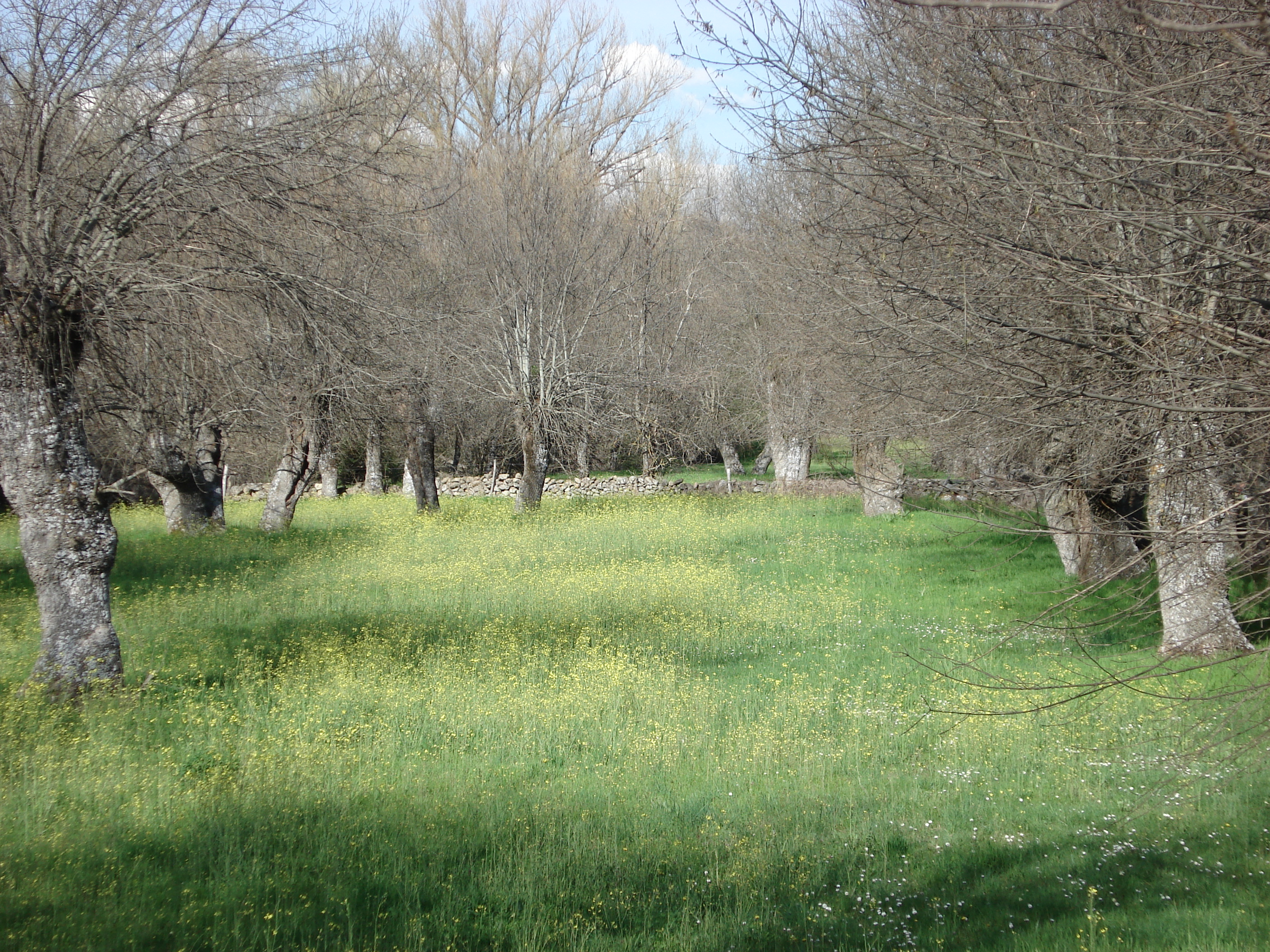
Місцевий пейзаж